# Bavó de Gant
Bavó de Gant, en francès Bavon i en neerlandès Baaf (Haspengouw ca. 589 - Gant, ca. 654), fou un monjo benedictí i eremita. És venerat com a sant per l'Esglésica catòlica i l'ortodoxa.

## Biografia
Allowin de Haspengouw havia nascut en una noble família franca d'Haspengouw, prop de Lieja, cap al 589, la tradició el fa fill de Pipí de Landen, majordom reial, tot i que no n'hi ha la certesa. La seva joventut fou dissoluta i va manifestar un tarannà cruel: venia serfs com a esclaus, va viure en parella sense haver-se casat i va tenir una filla, i fou un militar indisciplinat. En morir la dona, i havent sentit la predicació d'Amand de Maastricht, va decidir de fer vida religiosa: es confessà amb el bisbe Amand i va fer penitència per la seva vida anterior; va repartir la seva fortuna entre els pobres i ingressà al monestir benedictí de Gant, on prengué el nom de Bavó.
Bavó acompanyà Amand en molts viatges de missió per terres franceses i flamenques, fins que volgué retirar-se a fer vida eremítica al bosc de Malmedy, proper a Lieja, vivint en el tronc d'un arbre buit. A Gant, va fundar els monestirs de Saint-Pierre-au-mont-Blandin i Saint-Bavon; en aquesta última vivia reclòs en la cel·la com a ermità. Hi va morir cap al 654 (la tradició diu que l'1 d'octubre de 659).

## Veneració
La seva despulla és venerada a l'actual catedral de Gant, dedicada al sant. És el sant patró de Gant, Haarlem i Wilrijk. A Duinkerke, durant el carnestoltes desfila la figura del guerrer Allowyn.

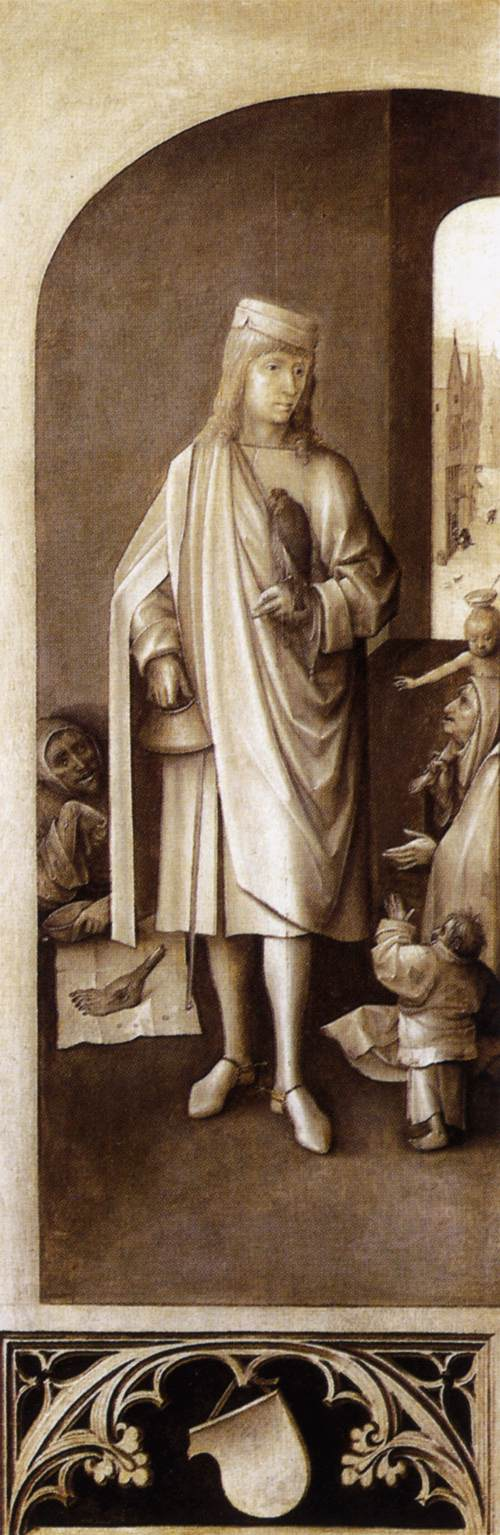
Pintura de Hieronymus Bosch, ca. 1482 (Viena, Acadèmia de Belles Arts)
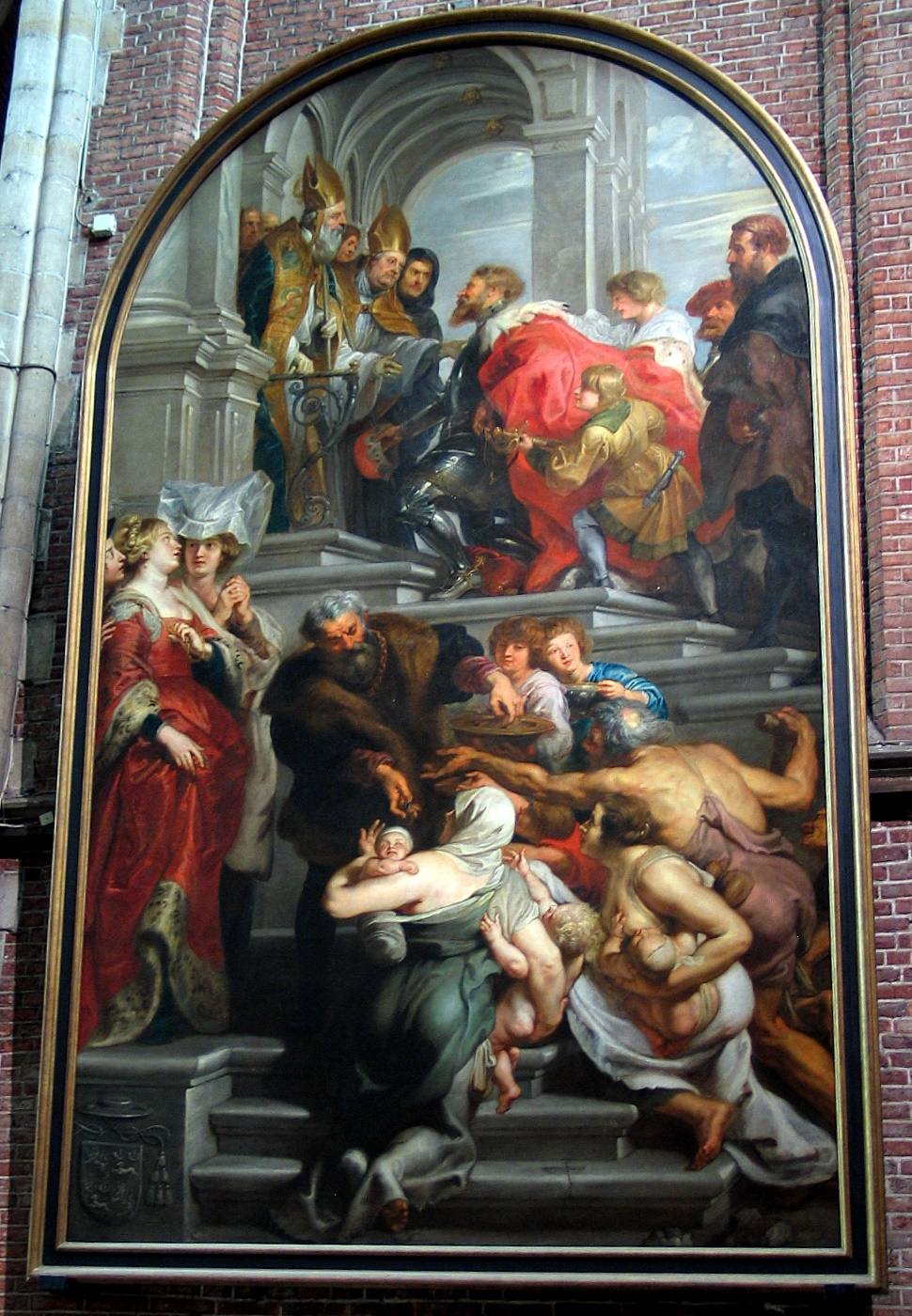
Conversió de Bavó, per Peter Paul Rubens (Catedral de Sant Bavó, Gant)
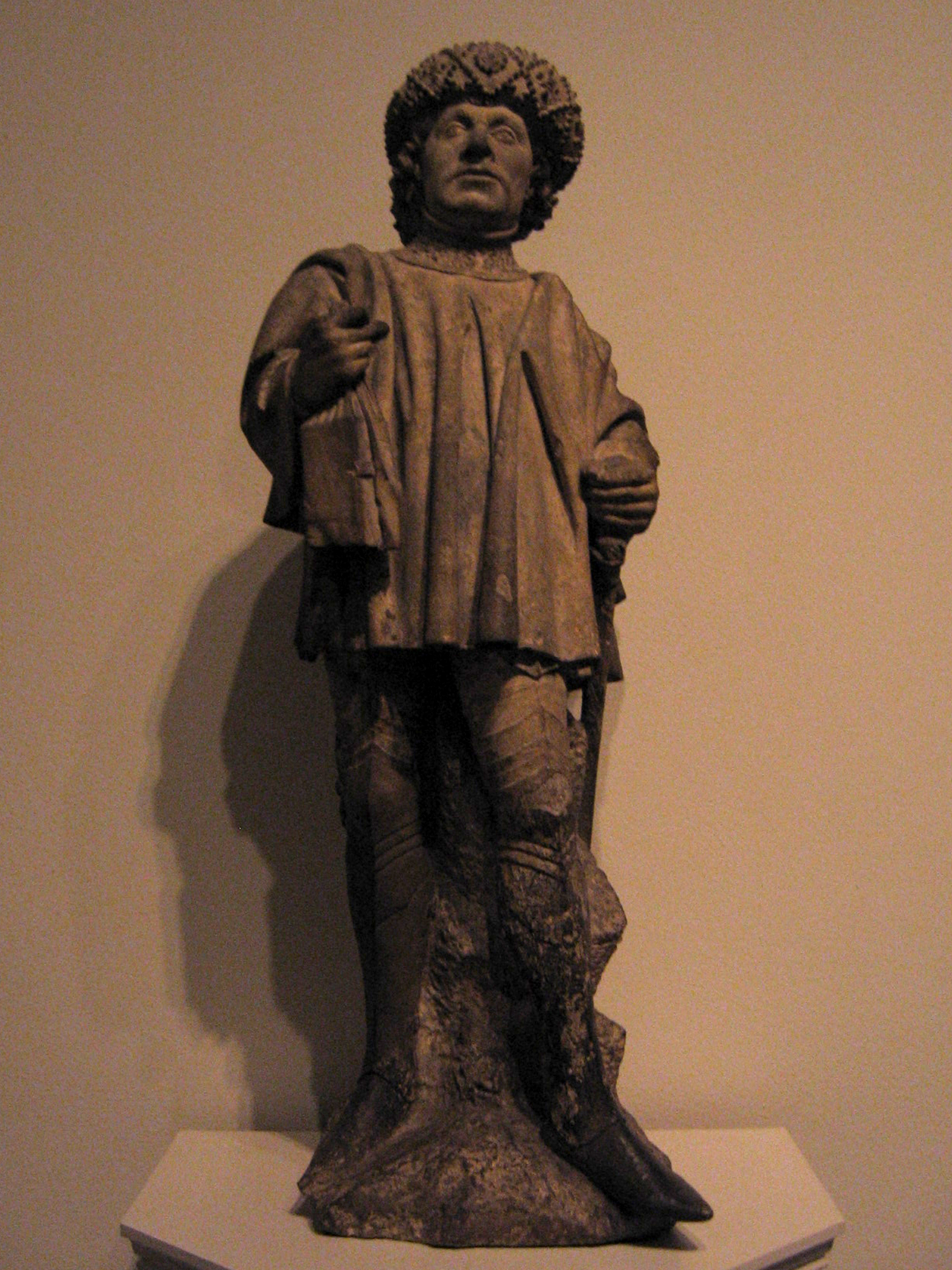
Escultura flamenca, ca. 1460 (Nova York, Metropolitan Museum of Art)
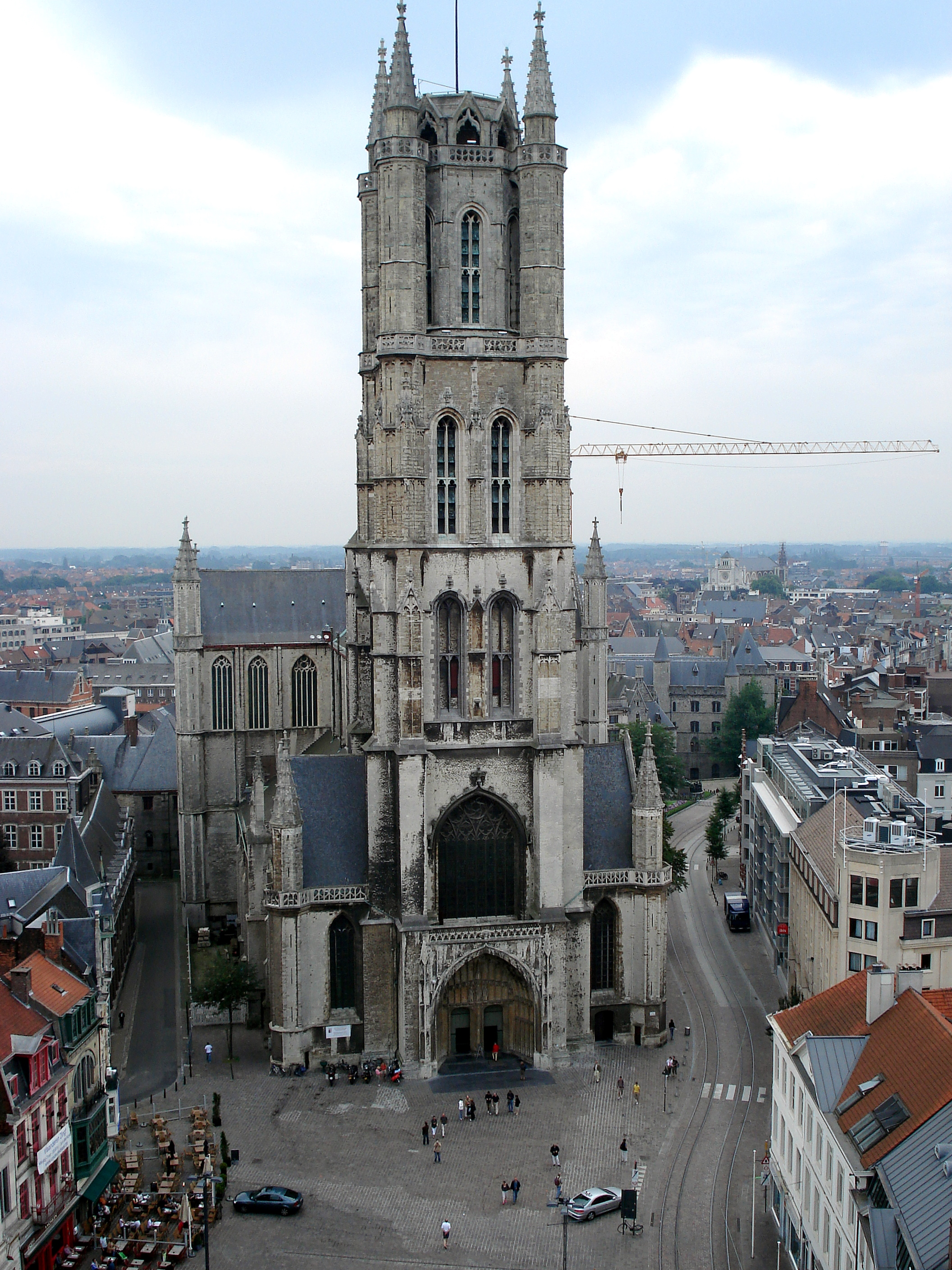
Catedral de Sant Bavó (Gant)